# Isosorbiddinitrat
Isosorbiddinitrat (ISDN) ist ein Arzneistoff zur Behandlung der Angina Pectoris bzw. Koronarsklerose. Es verbessert die Sauerstoffversorgung des Myokards und senkt gleichzeitig den Sauerstoffverbrauch im Myokard, indem es die sogenannte Vorlast verringert. Ähnliche Wirkung hat Isosorbidmononitrat.
Isosorbiddinitrat wurde 1938 von Goldberg aus Glucitol synthetisiert. Es ist als Generikum im Handel.

## Präparate
Isosorbiddinitrat kann auf verschiedene Arten dargereicht werden. Es sind Tabletten, Sprays und Retardtabletten verfügbar. Die Tablette zur sublingualen Gabe wirkt binnen einer Minute. Die Wirkung hält rund eine Stunde an. Wird das Spray auf die Mundschleimhaut aufgetragen wirkt es in etwa genauso schnell, die Wirkung hält aber nur eine halbe Stunde an. Mit Retardtabletten kann eine Wirkung bis zu 12 Stunden erreicht werden. Die Wirkung tritt aber erst in bis zu 30 Minuten ein.

## Unerwünschte Wirkungen
Neben einem Flush können Nitrate generell einen durch Gefäßerweiterung verursachten Kopfschmerz auslösen. Ebenso kann Benommenheit eintreten. Da die Nitrate den Blutdruck stark senken können, sind sie bei systolischen Drücken unter 100 mmHg sehr vorsichtig zu dosieren. Bei längerer Medikation tritt ein Wirkverlust ein. Dieser Wirkverlust lässt sich allerdings durch eine Nitratpause von minimal zwölf Stunden wieder aufheben.

## Handelsnamen
Monopräparate
Diconpin (D), Isoket (D, A, CH), Isomack (A), Iso-Puren (D), Jenacard (D), Nitrosorbon (D), Sorbidilat (CH), Carvasin (I), zahlreiche Generika (D)
Kombinationspräparate
Viskenit (A)